# Cala Pedrosa (Palafrugell)
La Cala Pedrosa, és una platja natural situada al municipi de Palafrugell (Baix Empordà), en un tram de costa de penya-segats, entre les poblacions de Tamariu i Llafranc. Orientada a l'est, té una longitud de 33 metres i una amplada de 40 metres, formada per sorra gruixuda, grava i còdols. En un racó de la cala hi ha dues antigues barraques de pescadors, una d'elles adaptada com a petit restaurant.
S'hi pot accedir a peu pel camí de ronda d'uns 2 km que surt de la platja de Tamariu, o bé seguint un camí que surt amunt de la riera, a la carretera de Palafrugell a Tamariu, a uns 90 m d'altitud. El fondal per on baixa el camí és humit i exuberant, amb alzines, algun cirerer bord, heures i arítjols. A pocs metres de la platja hi ha una font, ara pràcticament perduda.

## Història
La cala va ser escollida per l'ajuntament borbònic del segle XVIII per a fer-hi les anomenades guàrdies de sanitat que controlaven el desembarcament de persones i de possibles epidèmies. El 1744 estan documentades barraques que s'utilitzaven per acollir les persones que feien la guàrdia, o per a posar en quarantena els possibles infectats. Actualment es conserven dues barraques: Villa Roquills i la barraca Juscafresa Sala.